# 喜溪𩷶
喜溪𩷶，為輻鰭魚綱鯰形目𩷶鯰科的其中一種，為熱帶淡水魚，分布於亞洲馬來西亞沙巴、沙勞越淡水流域，棲息在河川底層水域，生活習性不明。

## 扩展阅读
維基物種上的相關：喜溪𩷶